# エミリアーノ・スパタロ
エミリアーノ・スパタロ（Emiliano Spataro, 1976年5月25日 - ）はアルゼンチンのレーシングドライバー。彼はさまざまなシリーズで走り、南米ツーリングカー選手権、TC 2000、トップレースなどで大きな成功を収めている。2010年にはダカール・ラリーにも出場した。

## キャリア
- 1992年：カート
- 1993年：カート
- 1994年：FórmulaHondaアルゼンチン
- 1995年：フォーミュラ3スダメリカーナライト（チャンピオン）
- 1996年：イタリアのスーパーフォーミュラ、1勝
- 1997年：フォーミュラ3000 ;南米スーパーツーリングカー選手権（BMW・320i）
- 1998年：南米スーパーツーリングカー選手権（アルファロメオ・155）
- 1999年：南米スーパーツーリングカー選手権（プジョー・406）（チャンピオン ）、カカ・ブエノと同ポイントだった為、共同チャンピオン。
- 2000 ： TC2000 （プジョー・306）プジョースポーツ
- 2001 ： TC2000 （プジョー・306）プジョースポーツ
- 2002 ：TC2000、 Turismo Carretera （シボレー）
- 2003 ：TC2000
- 2004年：TC2000 Sportteam（フォルクスワーゲンボラ）およびDTA（シボレーアストラ）
- 2005 ：TC2000 Sportteam（フォルクスワーゲン・ボラ）
- 2006年：TC2000 Sportteam（フォルクスワーゲンボラ）、9位。 Turismo Carretera
- 2007年：TC2000ルノー（ルノー・メガーヌ）、6位。 Turismo Carretera BA; TRV6オロ（チャンピオン）
- 2008 ： Turismo Carretera BA、Haz; TRV6オロ（チャンピオン）
- 2009年：TC2000フィアット（フィアットリネア）; Turismo Carretera Plavicon、BA; TRV6ミダス
- 2010 ：TC2000フィアット（フィアットリネア）、4位。 Turismo Carretera SFP、Alifraco（シボレー）; TRV6ミダス

### 南米ツーリングカー選手権
| 年     | チーム                     | 使用車両            | 1     | 2       | 3     | 4       | 5     | 6     | 7     | 8       | 9       | 10    | 11      | 12    | 順位 | ポイント |
| ------ | -------------------------- | ------------------- | ----- | ------- | ----- | ------- | ----- | ----- | ----- | ------- | ------- | ----- | ------- | ----- | ---- | -------- |
| 1998年 | ソルイド・モータースポーツ | シボレー・ベクトラ  | AOA   | AOA Ret |       |         |       |       |       |         |         |       |         |       | 6位  | 62       |
| 1998年 | レースカー                 | アルファロメオ・155 |       |         | ROD 4 | RMD Ret | LRD 8 | AHD 4 | KRB 3 | OBA 7   | AOA Ret | CAS 4 | AJM Ret | ENT 3 | 6位  | 62       |
| 1999年 | EF・レーシング             | プジョー・406       | ENT 2 | ELP 3   | OCB 1 | ROS 3   | CAS 7 | OBA 1 | PCR 2 | RJM Ret | GUR 1   | ELP 4 | AHD 6   | MDP 2 | 1位  | 152      |